# أبو زلة (الرقة)
أبو زلة قرية سورية تتبع ناحية سلوك في منطقة تل أبيض في محافظة الرقة. بلغ عدد سكانها 258 نسمة في عام 2004 حسب إحصاء المكتب المركزي للإحصاء.